# Varium
Varium（ぶいありうむ）は、株式会社アドウェイズの連結子会社となっている株式会社アシストが運営する日本のバーチャルYouTuber事務所。キャッチコピーは「かわいいのその先へ！」。

## 所属タレント
※以下、公式プロフィールを出典とする。

### 1期生
狛犬うめ（）
- 誕生日：5月5日 / 身長：144cm / 担当イラストレーター - やすゆき

涼月すい（）
- 誕生日：12月15日 / 身長：149cm / 担当イラストレーター - 三嶋くろね

### 2期生
綿宮あひる（）
- 誕生日：2月2日 / 身長：152cm / 担当イラストレーター - すいみゃ

飴望にぃな（）
- 誕生日：10月3日 / 身長：141cm / 担当イラストレーター - Tam-U

セレナーデ・オックスブラッド
- 誕生日：11月29日 / 身長：166cm / 担当イラストレーター - 緜

### 3期生
海汐もるふ（）
- 誕生日：9月19日 / 身長：139cm / 担当イラストレーター - むりょ

紫電ライム（）
- 誕生日：8月8日 / 身長：161cm / 担当イラストレーター - 千種みのり

透乃おと（）
- 誕生日：3月20日 / 身長：160cm / 担当イラストレーター - みすみ

### 4期生
ルナ・ゴールドレイン
- 誕生日：11月7日 / 身長：162cm / 担当イラストレーター - きのと

夜羽月みるか（）
- 誕生日：2月23日 / 身長：153cm / 担当イラストレーター - なかむら

綺音れむ（）
- 誕生日：9月9日 / 身長：145cm / 担当イラストレーター - memeno

兎ノ花ののち（）
- 誕生日：10月10日 / 身長：158cm / 担当イラストレーター - フカヒレ

### 運営スタッフ
めりうむちゃん
Variumの運営スタッフ。プロペラで空を飛ぶピンク色の羊の姿をしている。

## 過去の所属タレント
ルイズ・プリエール
- 誕生日：6月15日 / 身長：167cm / 担当イラストレーター - あやみ

元1期生。 体調面などの問題により2023年12月20日から無期限活動休止していたが、2024年3月20日卒業。
七瀬える（）
- 誕生日：7月17日 / 身長：156cm / 担当イラストレーター - パセリ

元1期生。2025年6月21日卒業。
月宵あび（）
- 誕生日：8月5日 / 身長：153cm / 担当イラストレーター - 憂姫はぐれ

元1期生。2024年4月20日卒業。
白星あわわ（）
- 誕生日：1月10日 / 身長：151cm / 担当イラストレーター - ana

元2期生。2025年3月25日卒業。
忍野ちゆ（）
元2期生。かねてより複数の契約抵触行為が見られ、再三の注意にも関わらず問題行動を繰り返したため2024年7月31日を以って契約解除。

## イベント

### トークイベント
- ぶいありうむとーきんぐっ！（2023年3月5日、オンライン開催）
  - 出演：狛犬うめ、ルイズ・プリエール、七瀬える、月宵あび、涼月すい
- ぶいありうむSummer！（2023年8月19日 - 8月20日、オンライン開催）
  - 19日出演：狛犬うめ、ルイズ・プリエール、七瀬える、月宵あび、涼月すい
20日出演：綿宮あひる、飴望にぃな、白星あわわ、忍野ちゆ
- Vtuber Valentine Fes 2024（2024年2月14日、秋葉原エンタス）
  - 出演：狛犬うめ、涼月すい、綿宮あひる、白星あわわ[注釈 1]
- ぶいありうむWinter！（2025年1月18日 - 1月19日、オンライン開催）
  - 18日出演：海汐もるふ、涼月すい、セレナーデ・オックスブラッド、飴望にぃな、狛犬うめ
19日出演：紫電ライム、白星あわわ、綿宮あひる、七瀬える、透乃おと
- ありうむファンミーティング！（2025年7月26日 - 27日、オンライン開催）
  - 26日出演：狛犬うめ、綿宮あひる、飴望にぃな、海汐もるふ、ルナ・ゴールドレイン、兎ノ花ののち
27日出演：涼月すい、セレナーデ・オックスブラッド、紫電ライム、透乃おと、夜羽月みるか、綺音れむ

### ライブイベント
- gnosinA THE LIVE -ODYSSEY-（2025年8月4日 - 5日、アニメイトシアター、ユナイテッドシネマ岡崎）[8]
  - 出演：セレナーデ・オックスブラッド

### ポップアップストア
- Varium POP UP STORE（2025年8月1日 - 14日、SHIBUYA TSUTAYA）[9]

## ディスコグラフィ
『InfinityDream！』
- 作詞・作曲：佐々木喫茶 / 歌唱：Varium[注釈 2]

『魔法少女にぃなちゃん！』
- 作詞・作曲・歌唱：飴望にぃな

## 書籍
1. VTuberスタイル VariumBOOK（2023年11月14日、株式会社アプリスタイル）[10]
  - VTuberスタイルの増刊号。ローソン限定で発売された。

## その他
- 運営会社の株式会社アシストは、同業のバーチャルYoutuber事務所であるななしいんくを運営する774 inc.と親会社が同一であり、グループ企業が提供するクライアント企業向けの所属タレントとのマッチングプラットフォームが共通化されている。